# Équipe de Namibie de football
Cet article traite de l'équipe masculine. Pour l'équipe féminine, voir Équipe de Namibie féminine de football.
Maillots
Actualités
L'équipe de Namibie de football est constituée par une sélection des meilleurs joueurs namibiens sous l'égide de la Fédération de Namibie de football.

## Histoire

### Les débuts
La Namibie fut un État indépendant que très tardivement, le 21 mars 1990, vis-à-vis de l’Afrique du Sud. La Fédération de Namibie de football (Namibia Football Association) est fondée en 1990. Le premier match officiel de la Namibie fut joué à domicile, à Windhoek, le 7 juin 1990, contre l’Île Maurice, qui se solda par une défaite namibienne sur le score de 2 buts à 1. La Fédération de Namibie de football est affiliée à la FIFA depuis 1992 et est membre de la Confédération africaine de football depuis 1992. L’équipe nationale est surnommée les « Brave Warriors ». Pour la Coupe du monde 1994, elle est battue par la Zambie et Madagascar au premier tour des éliminatoires. Une des plus larges défaites de la Namibie fut enregistrée au Caire, le 8 novembre 1996, contre l’Égypte, qui se solda par un score de 7 buts à 1 pour les Égyptiens, dans le cadre des éliminatoires de la Coupe du monde 1998. Pour la Coupe du monde 1998, elle bat le Mozambique au premier tour, mais termine dernière au tour final, derrière la Tunisie, le Liberia et l’Égypte. L’équipe de Namibie de football (Namibia national football team) fut finaliste de la COSAFA Cup en 1997 (devancée par la Zambie).

### La première participation à la CAN
L’équipe de Namibie se qualifie pour la première fois de son histoire pour la Coupe d'Afrique des nations en prenant la deuxième place dans les éliminatoires, derrière le Cameroun, devant le Gabon et le Kenya. À la CAN 1998, elle réalise au premier tour deux défaites contre la Côte d’Ivoire (3-4, doublé d’Eliphas Shivute et but de Ricardo Mannetti) et contre l’Afrique du Sud (1-4, but de Simon Uutoni) et un match nul contre l’Angola (3-3, doublé de Gervatius Uri Khob et but de Robert Nauseb).

### De 1998 à 2007
L’équipe de Namibie fut finaliste de la COSAFA Cup en 1999 (battue par l’Angola en finale). La plus large victoire de la Namibie fut enregistrée à domicile, le 15 juillet 2000, contre le Bénin qui se solda par un score de 8 buts à 2 pour les Namibiens. À Alexandrie, le 13 juillet 2001 fut enregistrée une des plus larges défaites de la Namibie encore contre l’Égypte, sur le score de 8 buts à 2 pour les Pharaons, dans le cadre des éliminatoires de la Coupe du monde 2002. Pour la Coupe du monde 2002, elle bat les Seychelles au premier tour, mais termine dernière lors du tour final derrière le Sénégal, l’Égypte, le Maroc et l’Algérie. Lors des qualifications pour la Coupe du monde 2006, l’équipe de Namibie est battue au premier tour par le Rwanda.

### La CAN 2008
Lors des éliminatoires, l’équipe de Namibie arrache la qualification lors de la dernière journée en battant l’Éthiopie (3-2) et profitant du match nul entre la Libye et la RD Congo (1-1) pour avoir la place pour le Ghana. À la CAN 2008, elle fait lors du premier tour deux défaites contre le Maroc (1-5, but de Brian Brendell) et la Ghana (0-1) et un match nul contre la Guinée (1-1, but de Brian Brendell).

### Depuis 2008
Pour la Coupe du monde 2010, l’équipe de Namibie commence directement au second tour, dans un groupe composé de la Guinée, du Kenya et du Zimbabwe, mais ne réussit pas à passer ce tour. Elle ne participera donc pas à la CAN 2010 en Angola.

## Palmarès

### Classement FIFA
| Année              | 1993 | 1994 | 1995 | 1996 | 1997 | 1998 | 1999 | 2000 | 2001 | 2002 | 2003 | 2004 | 2005 | 2006 | 2007 | 2008 | 2009 | 2010 | 2011 | 2012 | 2013 | 2014 | 2015 | 2016 | 2017 | 2018 |
| ------------------ | ---- | ---- | ---- | ---- | ---- | ---- | ---- | ---- | ---- | ---- | ---- | ---- | ---- | ---- | ---- | ---- | ---- | ---- | ---- | ---- | ---- | ---- | ---- | ---- | ---- | ---- |
| Classement mondial | 156  | 123  | 116  | 103  | 86   | 69   | 80   | 87   | 101  | 123  | 144  | 158  | 161  | 116  | 114  | 115  | 113  | 139  | 121  | 121  | 125  | 109  | 129  | 99   | 118  | 111  |

### Parcours enCoupe du monde
| Année | Position    |      | Année             | Position |                   | Année | Position |
| 1930  | Non inscrit | 1970 | Non inscrit       | 2002     | Tour préliminaire |       |          |
| 1934  | Non inscrit | 1974 | Non inscrit       | 2006     | Tour préliminaire |       |          |
| 1938  | Non inscrit | 1978 | Non inscrit       | 2010     | Tour préliminaire |       |          |
| 1950  | Non inscrit | 1982 | Non inscrit       | 2014     | Tour préliminaire |       |          |
| 1954  | Non inscrit | 1986 | Non inscrit       | 2018     | Tour préliminaire |       |          |
| 1958  | Non inscrit | 1990 | Non inscrit       | 2022     | Tour préliminaire |       |          |
| 1962  | Non inscrit | 1994 | Tour préliminaire | 2026     | À venir           |       |          |
| 1966  | Non inscrit | 1998 | Tour préliminaire |          |                   |       |          |

### Parcours enCoupe d'Afrique
| Année | Position    |      | Année             | Position |                    | Année | Position |
| 1957  | Non inscrit | 1982 | Non inscrit       | 2006     | Tour préliminaire  |       |          |
| 1959  | Non inscrit | 1984 | Non inscrit       | 2008     | 1er tour           |       |          |
| 1962  | Non inscrit | 1986 | Non inscrit       | 2010     | Tour préliminaire  |       |          |
| 1963  | Non inscrit | 1988 | Non inscrit       | 2012     | Tour préliminaire  |       |          |
| 1965  | Non inscrit | 1990 | Non inscrit       | 2013     | Tour préliminaire  |       |          |
| 1968  | Non inscrit | 1992 | Non inscrit       | 2015     | Tour préliminaire  |       |          |
| 1970  | Non inscrit | 1994 | Tour préliminaire | 2017     | Tour préliminaire  |       |          |
| 1972  | Non inscrit | 1996 | Tour préliminaire | 2019     | 1er tour           |       |          |
| 1974  | Non inscrit | 1998 | 1er tour          | 2021     | Tour préliminaire  |       |          |
| 1976  | Non inscrit | 2000 | Tour préliminaire | 2023     | Huitième de finale |       |          |
| 1978  | Non inscrit | 2002 | Tour préliminaire | 2025     | À venir            |       |          |
| 1980  | Non inscrit | 2004 | Tour préliminaire | 2027     | À venir            |       |          |

### Autres compétitions
- Vainqueur de la Coupe COSAFA en 2015
- Deuxième de la Coupe COSAFA en 1997, en 1999, en 2022 et en 2024